# 上高野神社
上高野神社（かみたかのじんじゃ）は、埼玉県幸手市南2丁目12-18（南2丁目939番地、上高野地区、旧地名：大字上高野）に所在する神社である。

## 概要
この上高野神社は八坂神社を中心に合祀されており、かつての上高野村の村社の一つであった。祭礼は10月17日に行われている。このうち1909年（明治42年）10月17日に行われた合祀では八坂神社の他、稲荷神社（4社）、神明社、胡録社、香取社、日枝社、愛宕社、羽黒社が集められている。例祭の日はこの合祀が行われた日にちなんだものであり、八坂神社の祭礼である「天王様の祭り」では神輿が出される。八坂神社は1600年（慶長5年）の創建である。境内社として天満宮、浅間社、第六天社が祀られている。
境内施設として社殿、鳥居（2基（境内社のものは除く）、参道および境内入口）、手水舎（3基）、「上高野神社」と彫られた標柱、案内板、門柱、力石、阿形と吽形の狛犬一対、灯籠（複数）、水道、「奉納 金壱百圓」と彫られた石碑、「石垣奉納之碑」と彫られた石碑、「庚申記念碑」と彫られた石碑、「奉納 敷石」と彫られた石碑、「庚申塔」と彫られた石碑（複数）、「庚申供養塔」と彫られた石碑、青面金剛像（複数）、地蔵像（複数）、「二十三夜塔」と彫られた石碑、「覺善法師霊」と彫られた石碑、「浅間大神」と彫られた石碑、「参明前開益」と彫られた石碑、「御嶽社」と彫られた石碑、「食行身禄豹」と彫られた石碑、「室浅間」と彫られた石碑、小さい祠（2社）、稲荷社（境内社、鳥居あり）、天満宮（境内社、鳥居あり）、ベンチ、滑り台、鉄棒、ブランコ、砂場、金木犀、赤松、松、杉、桜、花桃などである。